# Нецентрований хі розподіл
У теорії ймовірностей та статистиці нецентрований розподіл хі є нецентральним узагальненням розподілу хі.

## Означення
Якщо {\displaystyle X_{i}} - k незалежних, нормально розподілених випадкових величин із середніми {\displaystyle \mu _{i}} і дисперсіями {\displaystyle \sigma _{i}^{2}}, то статистика
{\displaystyle Z={\sqrt {\sum _{i=1}^{k}\left({\frac {X_{i}}{\sigma _{i}}}\right)^{2}}}}
має нецентрований розподіл хі. Нецентрований розподіл хі має два параметри: {\displaystyle k} який визначає кількість ступенів свободи (тобто кількість {\displaystyle X_{i}} ), і {\displaystyle \lambda } що пов'язаний із середнім значенням випадкових величин {\displaystyle X_{i}} рівнянням:
{\displaystyle \lambda ={\sqrt {\sum _{i=1}^{k}\left({\frac {\mu _{i}}{\sigma _{i}}}\right)^{2}}}}

## Властивості

### Функція щільності
Функція густини ймовірності (pdf) записується
{\displaystyle f(x;k,\lambda )={\frac {e^{-(x^{2}+\lambda ^{2})/2}x^{k}\lambda }{(\lambda x)^{k/2}}}I_{k/2-1}(\lambda x)}
де {\displaystyle I_{\nu }(z)} — модифікована функція Бесселя першого роду.

### Початкові моменти
Перші кілька початкових моментів :
{\displaystyle \mu _{1}^{'}={\sqrt {\frac {\pi }{2}}}L_{1/2}^{(k/2-1)}\left({\frac {-\lambda ^{2}}{2}}\right)}
{\displaystyle \mu _{2}^{'}=k+\lambda ^{2}}
{\displaystyle \mu _{3}^{'}=3{\sqrt {\frac {\pi }{2}}}L_{3/2}^{(k/2-1)}\left({\frac {-\lambda ^{2}}{2}}\right)}
{\displaystyle \mu _{4}^{'}=(k+\lambda ^{2})^{2}+2(k+2\lambda ^{2})}
де {\displaystyle L_{n}^{(a)}(z)} — функція Лаґерра. Зверніть увагу, що 2 {\displaystyle n}ий момент такий самий, як і {\displaystyle n}ий момент нецентрованого розподілу хі-квадрат, де {\displaystyle \lambda } замінюється на {\displaystyle \lambda ^{2}}.

## Двовимірний нецентрований розподіл хі
Нехай {\displaystyle X_{j}=(X_{1j},X_{2j}),j=1,2,\dots n},  набір n незалежних і однаково розподілених двовимірних нормальних випадкових векторів з граничними розподілами {\displaystyle N(\mu _{i},\sigma _{i}^{2}),i=1,2}, кореляцією {\displaystyle \rho }, і матрицею середнього вектора та коваріації
{\displaystyle E(X_{j})=\mu =(\mu _{1},\mu _{2})^{T},\qquad \Sigma ={\begin{bmatrix}\sigma _{11}&\sigma _{12}\\\sigma _{21}&\sigma _{22}\end{bmatrix}}={\begin{bmatrix}\sigma _{1}^{2}&\rho \sigma _{1}\sigma _{2}\\\rho \sigma _{1}\sigma _{2}&\sigma _{2}^{2}\end{bmatrix}},}
з {\displaystyle \Sigma } позитивно визначений . Позначимо
{\displaystyle U=\left[\sum _{j=1}^{n}{\frac {X_{1j}^{2}}{\sigma _{1}^{2}}}\right]^{1/2},\qquad V=\left[\sum _{j=1}^{n}{\frac {X_{2j}^{2}}{\sigma _{2}^{2}}}\right]^{1/2}.}
Тоді спільний розподіл U, V є центрованим або нецентрованим двовимірним розподілом хі з n ступенями свободи. Якщо один або обидва {\displaystyle \mu _{1}\neq 0} або {\displaystyle \mu _{2}\neq 0}, то розподіл нецентрований двовимірний розподіл хі.

## Подібні розподіли
- Якщо {\displaystyle X} є випадкова величина з нецентрованим розподілом хі, випадкова величина {\displaystyle X^{2}} матиме нецентрований розподіл хі-квадрат .
- Якщо {\displaystyle X} має розподіл хі: {\displaystyle X\sim \chi _{k}}, тоді {\displaystyle X} також нецентрований хі розподіл: {\displaystyle X\sim NC\chi _{k}(0)} . Іншими словами, розподіл хі є окремим випадком нецентрованого розподілу хі (тобто з нульовим параметром нецентрованості).
- Нецентрований розподіл хі з 2 ступенями свободи еквівалентний розподілу Райса, де {\displaystyle \sigma =1} .
- Якщо X має нецентрований розподіл хі з 1 ступенем свободи та параметром нецентрованості λ, то σ X має згорнений нормальний розподіл, параметри якого дорівнюють σλ і σ 2 для будь-якого значення σ.